# High (canción de James Blunt)
«High» es una canción pop rock escrita por el cantante británico James Blunt y por Ricky Ross (cantante principal de la banda escocesa Deacon Blue) para Back to Bedlam (2004), el primer álbum de Blunt. La producción fue llevada a cabo por Tom Rothrock y Jimmy Hogarth, y recibió una acogida heterogénea por parte de la crítica musical.
Fue lanzado como sencillo en agosto de 2004, sin conseguir un gran impacto en la tabla de sencillos del Reino Unido (no llegó ni a los sesenta y cinco primeros puestos). Sin embargo, después de su éxito You're Beautiful, «High» fue lanzada por segunda vez en 2005, alcanzando el top-20 alrededor del mundo, llegando a la tercera posición en las listas de Italia y en la séptima en el Reino Unido.
- Datos: Q1617718